# Calle 135 (línea de la Avenida Lenox)
Calle 135 es una estación en la línea de la Avenida Lenox del Metro de Nueva York. Se encuentra localizada en la Calle 135 y la Avenida Lenox en, Harlem, Nueva York, Nueva York. La estación fue inaugurada el 23 de noviembre de 1904.

## Descripción y servicios
La estación Calle 135 tiene 2 laterales y 3 vías (2 en servicio regular). 
Al norte de la estación, los trenes del servicio 2 proveen servicio a el Bronx vía la línea White Plains Road. Los trenes del servicio 3 continúan en la línea de la Avenida Lenox hacia la Calle 145 y Harlem–Calle 148. Las salidas están en el centro de la estación.

## Conexiones de autobuses
New York City Buses:
- Bx33
- M7
- M102